# Demografia Luxemburgului
Având o populație de 643,941, conform recensământului din 2021 și cu o populație estimată (în 2023) de aproximativ 660.000, Luxemburgul ocupă locul 163 în lume. 
În Luxemburg sunt recunoscute și vorbite trei limbi, limba franceză, limba germană și limba luxemburgheză, o limbă francică a regiunii Moselle, asemănătoare cu limba germană. În afară de faptul că e una dintre cele trei limbi oficiale, luxemburgheza este și limba națională a marelui ducat.
Deși un stat secular, 87 % din populația Luxemburgului se declară a fi creștini romano-catolici, restul fiind în principal protestanți, evrei și musulmani. 
Tot conform recensământului din 2021, 47.2% din populația ducatului este formată din imigranți, românii fiind circa 1.0% din populația totală (6.284).